# Scooped by a Hencoop
Scooped by a Hencoop è un cortometraggio muto del 1914 diretto da Al Christie. Distribuito dall'Universal Film Manufacturing Company, aveva tra gli interpreti Eddie Lyons, Russell Bassett, Stella Adams e John Steppling. Fu l'ultimo film della breve carriera cinematografica dell'attrice Ramona Langley che, in due anni, recitò in trentacinque pellicole della Nestor Film Company.

## Trama
Innamorati cotti, Jim Hick e Mandy Lane si trovano ad affrontare le traversie cui va incontra il loro amore a causa della contrarietà del padre di Mandy, che odia Jim. Quest'ultimo, allora, decide di emulare Falstaff e chiede l'aiuto di Liza Green, una lavandaia di cui si fida, per farsi contrabbandare nel cortile di Mandy rinchiuso in una cesta di vimini per i vestiti. Ma, sfortunatamente, Mandy confida al padre della cesta e il povero Jim finisce scaricato nel lago. Quando Jim ritorna dalla sua bella, alcuni ladri di polli che sono stati catturati dai vicini, lasciano cadere la refurtiva nel cortile di papà che si prende i polli. I vicini, allora, lo prendono per un ladro e Mandy, per salvarlo, lo nasconde, chiudendolo in una stia. Poi va a chiamare Mandy. Quando il pericolo del vicini è passato, i due innamorati mettono papà davanti a una scelta: o restare chiuso in gabbia fino alla fine dei suoi giorni o dare finalmente il suo consenso al loro matrimonio.

## Produzione
Il film fu prodotto dalla Nestor Film Company di David Horsley.

## Distribuzione
Distribuito dall'Universal Film Manufacturing Company, il film - un cortometraggio di una bobina - uscì nelle sale cinematografiche statunitensi il 20 febbraio 1914.